# Центральний фронт ППО
Центра́льний фронт ППО — оперативно-стратегічне об'єднання військ ППО у складі Червоної армії під час німецько-радянської війни з 24 грудня 1944 до кінця війни.
Штаб фронту — Москва.

## Командування
- Командувачі:
  - генерал-полковник артилерії Громадін М. С. (24 грудня 1944 — до кінця війни)